# Pseudovermis boadeni
Pseudovermis boadeni is een slakkensoort uit de familie van de Pseudovermidae. De wetenschappelijke naam van de soort werd in 1968 voor het eerst geldig gepubliceerd door Salvini-Plawen & Sterrer.

## Beschrijving
Deze kleine wormachtige naaktslak zal alleen worden gevonden met behulp van speciale technieken voor het verzamelen van meiofauna, dat wil zeggen dieren die tussen zandkorrels leven. De cerata zijn gereduceerd tot zwellingen langs de zijkanten van het lichaam en zijn meestal samengesteld uit cnidosacs. Het lichaam is transparant. Er zijn rudimentaire rinoforen en opvallende ogen. De lichaamslengte bereikt slechts 3,5 mm.

## Verspreiding
Deze soort is blijkbaar alleen bekend van de oorspronkelijke plaats op Anglesey en van het Kanaal van Bristol. Het is onwaarschijnlijk dat het opeens wordt aangetroffen, behalve door actief te zoeken, dus deze soort kan meer wijdverbreid zijn. Pseudovermis boadeni voedt zich met de interstitiële hydroïdpoliep Halammohydra vermiformis.